# Sarah Walker (Radsportlerin)
Sarah Walker (* 10. Juli 1988 in Whakatāne, Neuseeland) ist eine neuseeländische BMX-Radsportlerin. In ihrer Disziplin ist sie mehrfache Weltmeisterin und gewann bei den Olympischen Spielen 2012 die Silbermedaille.

## Allgemeines
Sarah Walker wurde am 10. Juli 1988 in Whakatāne, einer Stadt an der Nordküste der Nordinsel von Neuseeland, geboren. Ihre Vorfahren waren Māori, das indigene Volk Neuseelands. Sarah Walker besuchte die South School in der Nachbarstadt Kawerau, später dann die High School von Whakatāne.

## Sportliche Karriere
Durch ihren jüngeren Bruder kam Sarah Walker zum BMX-Sport. 1999 wurde sie zum ersten Mal neuseeländische Meisterin. Bis 2011 sollten weitere elf Landesmeisterschaften folgen. Der erste internationale Erfolg kam 2005 zu Stande. Bei der BMX-Weltmeisterschaft in Paris gewann sie die Silbermedaille in der Cruiser-Wertung der Juniorinnen. Ein Jahr später in São Paulo folgte eine weitere Silbermedaille. Im Supercross Worldcup gewann sie 2007 die Bronzemedaille der BMX-Wertung. Bei den Weltmeisterschaften 2007 im kanadischen Victoria startete Sarah Walker bei den Senioren. In der BMX-Wertung gewann sie eine weitere Silbermedaille. Im Cruising wurde sie erstmals Weltmeisterin.
Bei den Weltmeisterschaften 2008 in Taiyuan (China), belegte sie in der BMX- und auch in der Cruiser-Wertung jeweils Platz 3. BMX-Fahren wurde 2008 olympische Sportart. Bei den Olympischen Spielen in Peking 2008 ging Sarah Walker als eine der Favoriten an den Start. Sie konnte sich für den Finallauf qualifizieren, belegte dort jedoch nur den undankbaren vierten Platz. Im gleichen Jahr folgte eine weitere Bronzemedaille im Supercross Worldcup.
Bei den Weltmeisterschaften 2009 in Adelaide wurde sie dann Doppelweltmeisterin. Sowohl in der BMX- als auch in der Cruiser-Wertung gewann sie die Goldmedaille. 2010 in Pietermaritzburg und 2011 in Kopenhagen folgten jeweils eine Silbermedaille in der BMX-Wertung. Beim Supercross Weltcup wurde sie 2010 Dritte. 2011 gewann sie die Gesamtwertung. Bei den Olympischen Spielen von London 2012 schaffte es Sarah Walker wieder ins Finale. Diesmal fuhr sie auf den zweiten Platz und gewann damit Silber. Für die Olympischen Spiele hatte sie sich trotz einer Verletzung, einer ausgekugelten Schulter, durch einen fünften Platz im Halbfinale der Weltmeisterschaften 2012 in Birmingham qualifizieren können.
Bei einem Supercross Worldcup-Rennen im September 2014 zog sich Sarah Walker bei einem Sturz schwere Kopfverletzungen zu. Erst nach fünf Monaten konnte sie wieder ins Renngeschehen eingreifen. Auf Grund weiterer Verletzungen, u. a. eines Armbruchs im Februar 2016, konnte sie sich nicht für die olympischen Wettbewerbe von Rio de Janeiro 2016 qualifizieren.

## IOC-Mitgliedschaft
2016 wurde Sarah Walker in die Athletenkommission des IOC und damit zum IOC-Mitglied gewählt. Sie arbeitet zudem in der Kommission für Frauensport und der Kommission für Erbe und Nachhaltigkeit.